# Vidiye Bandara
Vidiye Bandara (Singalès: වීදිය බණ්ඩාර) fou comandant en cap del rei Bhuvaneka Bahu VII i regent de Kotte en nom del seu propi fill Dharmapala. General notable, el seu tracte a la seva esposa Samudra Devi (සමුද්‍ර දේවි) filla del rei, i a la segona esposa Suriya Devi (filla del rei Mayadunne) posen ombra a la seva biografia.

## Primers anys
Era de família noble fill d'un raja local de Madumpe d'ascendència reial de nom Kumara Bandara (කුමාර බණ්ඩාර) i la seva mare era cosina del rei Bhuvaneka Bahu VII. De ben jove va accedir a la cort on va demanar la mà de la filla del rei Samudra Devi, i es diu que els dos es van estimar profundament. Però el rei preferia a un altre noble, Jayo Bandara. Vidiye va desafiar a aquest en un duel i el va matar i va haver de fugir de Kotte. Però el rei, sense cap més gendre prou capacitat el va haver de perdonar i permetre l'enllaç. D'aquesta unió van néixer dos fills, Dharmapala i Vijayapala. El primer (el fill gran) fou designat com a successor del seu avi, sota custòdia del germà del seu pare, Tammita Sembahap Perumal, però es va acordar posar-lo sota protecció del rei Joan III de Portugal.

## Regent de Kotte
El 1550 el rei Bhuvaneka Bahu VII patia feia algun temps atacs de febre, i es va retirar a Kelaniya a la riba del Kelani Ganga. El 1551 quan hi havia monsó del nord-oest i no es podia enviar ajut des de l'Índia, Mayadunne rei de Sitawaka va reagrupar les seves forces i va començar la invasió del territori del rei de Kotte. Va arribar a la vista de la ciutat i es va topar amb l'exèrcit reial manat per Vidiye Bandara, i els portuguesos, dirigits per Gaspar de Azevedo, capità de Colombo. Després d'una seria de xocs menors Mayadunne es va haver de retirar a l'altre costat del riu Kelani Ganga seguit per l'exèrcit reial i els portuguesos. Bhuvaneka Bahu VII que residia a la zona on les forces van arribar, es va acostar per inspeccionar l'exèrcit i va rebre un tret al cap d'un portuguès, el mulat Antonio de Barcelos, un esclau del virrei Afonso de Noronha, que aquest havia deixat a la zona (per realitzar aquesta missió) quan va estar allí de camí a Goa i se'n va haver d'anar expulsat per Bhuvaneka Bahu VII. Vidiye Bandara es va retirar amb les seves forces cap a Kotte, on va dirigir la cerimònia funerària i el seu fill Dharmapala fou proclamat rei, sent ell mateix el primer a jurar-li fidelitat seguit de Gaspar de Azevedo i la resta de nobles. Vidiye Bandara va assolir la regència.
L'octubre de 1551 el virrei Afonso de Noronha va arribar a Colombo amb un fort exèrcit de 3000 homes en 70 vaixells, oficialment per arranjar els afers de l'illa. 500 soldats manats pel virrei van ocupar Kotte i van intentar trobar el tresor reial, però cap funcionari va voler revelar el secret ni sota cap de les tortures imposades. El palau fou saquejat i tot el valuós s'ho van emportar.
Després va oferir atacar a Mayadunne i va demanar al regent 200.000 pardaos a canvi del seu ajut, la meitat al moment i l'altra meitat sortiria del saqueig de Sitawaka que s'havia de repartir entre els reis de Ceilan i el de Portugal. El regent només va poder pagar 80.000 pardaos però el virrei va acceptar i va posar a la seva disposició 3000 portuguesos ocupant les fortaleses que controlaven la ruta des de Kelaniya a Sitawaka; després van entrar a la ciutat que havia estat abandonada (Mayadunne s'havia retirat a Deraniyagala, deixant un missatge en què els oferia la ciutat per allotjar-se i els convidava a anar a les muntanyes on els esperava amb el seu tresor amb nombroses pedres precioses). Sitawaka estava construïda a la vora del riu Sitawaka Ganga i era força gran, i prop tenia un rierol famós per produir moltes pedres precioses. Els portuguesos van ocupar la ciutat i van saquejar les cases, el palau i el preciós temple de granit treballat de Bhairawa Kovil. Quan el regent va reclamar la seva part del saqueig, el virrei s'hi va negar al·legant que encara devia 20.000 pardaos. Retornats a Kotte van robar als habitants de totes les joies i coses de valor. El regent Vidiye Bandara va fugir i Sembahap Perumal nomenat al seu lloc.
Poc després el virrei va abandonar l'illa i Vidiye Bandara, ja considerat el cap del partit nacional contra els portuguesos, va retornar al poder; el factor portuguès de Colombo fou executat, la conversió de singalesos al cristianisme es va prohibir i els sacerdots es van haver de refugiar a la jungla. El virrei no va poder ocupar-se de moment dels afers de Ceilan doncs els turcs estaven atacant Ormuz i va enviar un missatge conciliador a Vidiye Bandara. Els portuguesos foren conscients de que els calia una zona de domini exclusiu i no dependent del rei i el nou virrei Pedro Mascarenhas (successor de Noronha el setembre de 1554) va enviar a Duarte de Eca a Ceilan el novembre de 1554 amb 500 soldats per restaurar el fort de Colombo, que fou engrandit fins a ocupar part de la ciutat dita de Colombo; la llacuna fou assecada i convertida en posició de defensa.
Duarte de Eca havia rebut ordres de fer presoner a Vidiye Bandara, hostil als portuguesos. Fou capturat i encadenat mentre la seva esposa Samudra Devi va fugir a Raigama. Mitjançant pagament, la princesa va aconseguir fer escapar al seu marit presoner i els dos junts es van retirar a Pelenda als límits del korale Pasdun. Alli va començar una campanya contra els portuguesos atacant les poblacions de la costa, destruint les esglésies construïdes pels franciscans i executant els portuguesos capturats.

## Lluites de Vidiye
Samuda Devi va morir poc després: havien corregut rumors de que la reina tenia un afer amb un oficial portuguès i quan Vidiye ho va saber, tot i la inconsistència dels rumors, la va portar a la vora d'un llac i la va ofegar.
Vidiye es va casar amb una filla de Mayadunne (una filla que era vídua) de nom Suriya Devi i es preveia una aliança entre ambdós homes, però Vidiye va tractar tant malament a la princesa que aquesta aliança es va esvair i Mayadunne es va aliar als portuguesos amb els que va signar un tractat l'agost de 1555 segons el qual un exèrcit manat pel fill petit de Mayadunne, Tikiri Rajjuru Bandara (de 13 anys) i pel general Wikramasinha Mudiyanse, avançaria cap el Kalu Ganga i es reuniria a Kalatura amb un contingent portuguès de 300 homes.
Així es va fer; després de creuar el Pelen Ganga foren atacats per Vidiye Bandara, però l'atac fou rebutjat i Vidiye va abandonar a la seva esposa i els tresors; la princesa fou enviada a Sitawaka i mentre durant dos dies els soldats portuguesos i de Mayadunne es van dedicar a destruir la posició fortificada que havia allotjat a Vidiye. Els soldats van acampar al mig de l'herba i llacunes pantanoses infestades de sangoneres, l'horrible maledicció de la zona humida, contra les que la roba no els podia protegir; això va afectar greument a les forces de Sitiwaka que van abandonar el lloc i van seguir en persecució de Vidiye Bandara que es va refugiar al regne de Uda Rata on fou ben rebut pel rei Karaliyadda Bandara, que el 1551 s'havia revoltat contra el seu pare Jaya Vira i li havia arrabassat el poder.
Vidiye Bandara va aixecar un nou exèrcit i es va dirigir al Quatre Korales on fou atacat per Tikiri Rajjuru Bandara (el fill de Mayadunne) i es va haver de retirar cap a les muntanyes. L'exèrcit d'Uda Rata, desmoralitzat, es va desbandar després de poca resistència i fou perseguit i massacrat i el seu general fou aclamat pels soldats vencedors amb el nom de Raja Sinha (Rei Lleó).
Mayadunne va cridar al rei d'Uda Rata, Karaliyadda, per expulsar a Vidiye Bandara, que es va refugiar a Devamedda amb el raja Edirimanna Surya. A Mudukonda Pola el refugiat fou saludat pel seu parent. Pero Vidiye no va tardar en matar el seu amfitrió i apoderar-se del govern dels Set Korales. La població va apel·lar al rei de Kotte i al de Sitawaka i els exèrcits dels dos reis, amb alguns portuguesos, es van posar en campanya. Vidiye va reunir els tresors que va poder i va fugir a Kalpitiya, des de on va embarcar cap a Jaffna.

## Mort
El rei de Jaffna el va rebre amablement i li va prometre ajuda. Però durant un festival es va produir una explosió accidental i Vidiye es va alarmar i va esclatar una confusa lluita en que el regent començar a matar gent amb l'espasa; fins a 60 tàmils van morir abans de poder-lo dominar i matar; entre els que van morir hi havia el seu fill Vijayapala i germà de Dharmapala; els seus tresors van quedar pel rei tàmil de Jaffna.